# Fredrik av Holstein-Augustenborg
Fredrik av Holstein-Augustenborg, född 1800, död 1865, var en dansk militär.
Son till Lovisa Augusta av Danmark och Fredrik Kristian II av Holstein-Augustenburg.
Ofta kallad prinsen av Nør efter ett av sina gods. Som brodern hade han fått en god uppfostran och utnämndes 1825 till överste i dansk tjänst. Han understödde i Schleswigs ständerförsamling broderns angrepp på danska regeringen, men blev 1842 utnämnd till kommenderande general och ståthållare i Schleswig-Holstein. Kristian VIII:s öppna brev om tronföljden 1846 fick honom att nedlägga sina ämbeten, och 1848 inträdde han i den provisoriska regeringen i hertigdömena och fick överbefälet över dess stridskrafter. Han landsförvisades 1851 och förde sedan ett kringflackande liv i Europa, där han utsände protester mot den danska regeringen. Han avled i Beirut.
Gift med 1) (1829) grevinnan Henriette Danneskiold-Samsøe (1806-1858), gift med 2) (1864) en amerikansk kvinna vid namn Miss M. Lee (död 1914).